# Park Ji-wan
Park Ji-wan (en coreano: 박지완) (1981) es una directora y guionista de Corea del Sur.

## Trayectoria
Estudió comunicación visual en la Universidad de Mujeres  Ewha. Uno de sus primeros trabajos fue en el departamento de marketing de Bom Film Productions donde trabajó en películas como You Are My Sunshine (2005). En 2006 dirigió su primer cortometraje, Pillow Talk (2006), y en 2007 decidió poner a prueba todo lo aprendido ingresando en la Academia Coreana de Artes Cinematográficas. Después de su proyecto de graduación, el corto High School Girls, ganó el premio al Mejor Cortometraje Asiático en el Festival Internacional de Cine de Mujeres de Seúl en 2008 y comenzó a trabajar en películas como supervisora de guion de  Castaway on the Moon (2008) y Haunters (2010), mientras continuaba escribiendo guiones y filmando cortometrajes en su tiempo libre.

### The Day I Diet: Unclosed Case
Su ópera prima como directora es The day i died: unclosed case (2020). Las protagonistas son las conocidas actrices coreanas Kim Hye-Soo y Lee Jung-eun en su primer papel cinematográfico desde Parásitos, Roh Jeung-eui ("Phantom Detective"), Kim Sun-young ("Juror 8"), Lee Sang-yeob ("Gente común") y Moon Jung-hee ("Figura oscura del crimen").
La película narra la historia de una joven testigo del crimen de su padre que desaparece en una isla dejando sus zapatos en el acantilado y su testamento en su casa. Ante la ausencia del cuerpo, el caso no puede cerrarse y se considera simplemente suicidio. La detective Hyun-soo se traslada a la isla para investigar la misteriosa muerte de la chica y mientras se adentra en la historia de la niña reflexiona sobre su propia vida. Tres mujeres supervivientes son las protagonistas de la ópera prima de Park_Ji-wan selecciona para ser presentada en varios festivales, entre ellos el Festival de cine por mujeres 2021.
Sobre The Day I Died, la directora dijo: "He querido plasmar cómo los personajes, que luchan contra las dificultades y la desesperación, tratan de hacer cosas y luchan por sobrevivir. Espero que el público pueda simpatizar con el mensaje de que podemos influir en la vida de desconocidos y marcar la diferencia en sus vidas"

## Premios y reconocimientos
- Premio al mejor cortometraje asiático en el 10º Festival Internacional de Cine Femenino de Seúl por High School Girls en 2008.[4][1]
- Premio al mejor guion  por The Day I Died: Unclosed Case - 2021 (57th) y nominada a Mejor Directora, Mejor Actriz y Mejor Actriz de Reparto en el  BaekSang Arts Awards - mayo 2021.[5]

## Filmografía
- You Are My Sunshine (2005)

- High School Girls (2008) directora y guionista
- My Old Lady (2009) directora y guionista
- Castaway on the Moon (2009) Supervisora de guion
- Haunters (2010) Supervisora de guion
- The day i died: Unclosed case (2020) (largometraje) dirección y guion